# The Clue of the New Pin
Pour plus de détails, voir Fiche technique et Distribution.
The Clue of the New Pin est un film britannique réalisé par Arthur Maude, sorti en 1929. Il s'agit du premier film britannique entièrement parlant.

## Synopsis
Un jeune homme découvre le cadavre de son oncle nanti dans un caveau, avec comme seul indice une clé à côté du corps. Un journaliste aide à innocenter un premier suspect et révèle l'identité du vrai assassin.

## Analyse
Ce film est le premier film britannique entièrement parlant — Chantage, le film de Hitchcock qui lui est antérieur, est à l'origine un « part-talkie », parlant en partie seulement. The Clue se sert du système British Phototone, créé en juin 1928 ; la projection était accompagnée de l'audition de disques de 12 pouces synchronisés avec le film. Le système servit pour 12 films seulement, puis la société qui le produisait disparut.

## Fiche technique
- Titre : The Clue of the New Pin
- Titre original : The Clue of the New Pin
- Réalisation : Arthur Maude
- Scénario : Kathleen Hayden d'après Edgar Wallace
- Images : Horace Wheddon
- Production : S.W. Smith pour British Lion Film Corporation
- Pays d'origine : Royaume-Uni
- Format : Noir et Blanc - 1,20:1
- Genre cinématographique : Thriller
- Durée :  81 minutes
- Date de sortie : mars 1929

## Distribution
- Benita Hume : Ursula Ardfern
- Kim Peacock : Tab Holland
- Donald Calthrop : Yeh Ling
- John Gielgud : Rex Trasmere
- H. Saxon-Snell : Walters
- Johnny Butt : Wellington Briggs
- Colin Kenny : l'inspecteur Carver

## Autour du film
- C'est le deuxième film où apparaît John Gielgud.